# 大南街街道
大南街街道，是中华人民共和国内蒙古自治区呼和浩特市玉泉区下辖的一个乡镇级行政单位。

## 行政区划
大南街街道下辖以下地区：
小西街社区、友谊社区、恒昌社区和梁山街社区。